# Police nationale
La Police nationale (Polizia nazionale)  ex Sûreté nationale (Sicurezza nazionale), è una forza di polizia francese con competenza su territorio statale (Francia continentale e territori d'oltremare), con giurisdizione primaria nelle città e nei grandi paesi.
È posta sotto la giurisdizione del Ministero dell'interno e d'oltremare e ha circa 150 000 poliziotti inquadrati come fonctionnaires de l'État.

## Organizzazione
- Direction de l'administration de la Police nationale (Direzione per l'amministrazione della Police nationale; DAPN)
- Direction de la formation de Police nationale (Direzione per la formazione della Police nationale; DFPN)
- Direction centrale de la Police judiciaire (Direzione centrale della polizia giudiziaria; DCPJ) – investigazioni principali e criminali (nota come 36 Quai des Orfèvres a Parigi, situata all'11 di rue des Saussaies)
- Direction centrale de la sécurité publique (Direzione centrale della pubblica sicurezza; DCSP)
- Office central de lutte contre le trafic des biens culturels (Ufficio centrale per la lotta al traffico dei beni culturali; OCBC)
- Groupe d'intervention de la Police nationale (Gruppo d'intervento della Police nationale; GIPN) – 9 squadre regionali SWAT
- Direction centrale du renseignement intérieur (Direzione centrale dell'intelligence interna; DCRI)
- Direction centrale de la police aux frontières (Direzione centrale della polizia di frontiera; DCPAF)
- Direction centrale des renseignements généraux (Direzione centrale per le informazioni generali; DCRG) – archivi e ricerche
- Inspection générale de la Police nationale (Ispettorato generale della Police nationale; IPGN) – presieduto da un ispettore generale e responsabile degli affari interni
- Direction centrale des Compagnie républicaine de sécurité (Direzione centrale delle Compagnie repubblicane di sicurezza; DCCRS) – polizia antisommossa, nota come CRS
- Service de coopération technique internationale de police (Servizio per la cooperazione tecnica internazionale di polizia; SCTIP)
- Service de protection des hautes personnalités (Servizio di protezione delle personalità importanti; SPHP) – a questo gruppo non compete la protezione del presidente della Repubblica, affidata alla Gendarmerie nationale e alla Police nationale che formano un gruppo speciale chiamato Groupe de sécurité de la Présidence de la République (Gruppo di sicurezza della Presidenza della Repubblica; GSPR)
- Préfecture de Police (Prefettura di polizia) – operante nell'area di Parigi.
- Recherche, assistance, intervention, dissuasion (Ricerca, assistenza, intervento, deterrenza) – nucleo antiterrorismo.

## Gradi
La Police nationale è divisa in tre corpi, nella terminologia del Servizio civile francese, in ordine di anzianità crescente:
Il Corps de Maîtrise et d'Application (Corpo di Autorità ed Esecuzione) corrisponde approssimativamente al rango di truppa e di sottufficiali in una forza militare, o di poliziotti e sergenti in una forza di polizia civile in stile britannico.

Guardiano della pace tirocinante (Custode della pace, interno) 1º anno dall'uscita della scuola
Guardiano della pace (Custode della pace)
Brigadiere capo
Brigadiere maggiore

Il Corps de Commandement et d'Encadrement (Corpo di Comando e Gestione) corrisponde approssimativamente al rango inferiore commissionato di una forza militare, o per gradi di ispettore in una forza di polizia civile di tipo britannico. Questi ranghi sono stati precedentemente conosciuti come inspecteurs, detective o funzionari de la paix, se in uniforme, anche se gli ufficiali de la Compagnie républicaine de sécurité corrispondono sempre ai ranghi attuali.

Tenente studente
Tenente interno
Tenente (precedentemente Ufficiale della pace o Ispettore)
Capitano (precedentemente Ufficiale della pace-principale o (Ispettore principale)
Comandante (precedentemente Comandante o Ispettore divisionario)

Il Corps de Conception et de Direction (Corpo di Ideazione e Direzione) corrisponde approssimativamente al rango più elevato commissionato di una forza militare, o per gradi di sovrintendente e direttori in una forza di polizia civile in stile britannico.

Commissaire de police (Commissario di polizia)
Commissaire principal (Commissario capo) Abolito nel 2006
Commissaire divisionaire (Sovrintendente capo)

Contrôleur général (Controllore generale)
Inspecteur général (Ispettore generale)
Directeur des services actifs (Direttore dei Servizi Attivi)

Tutte le insegne possono essere indossate sia sulle spalle o sul petto. In quest'ultimo essi sono di forma quadrata.
Prima del 1995 vi erano solo due corpi civili ("Inspecteurs" e "Enquêteurs") in cui in seguito gli ufficiali in borghese hanno avuto la formazione e l'autorità per condurre indagini. Il più vicino equivalente anglo-statunitense è il detective.

## Equipaggiamento

### Armi

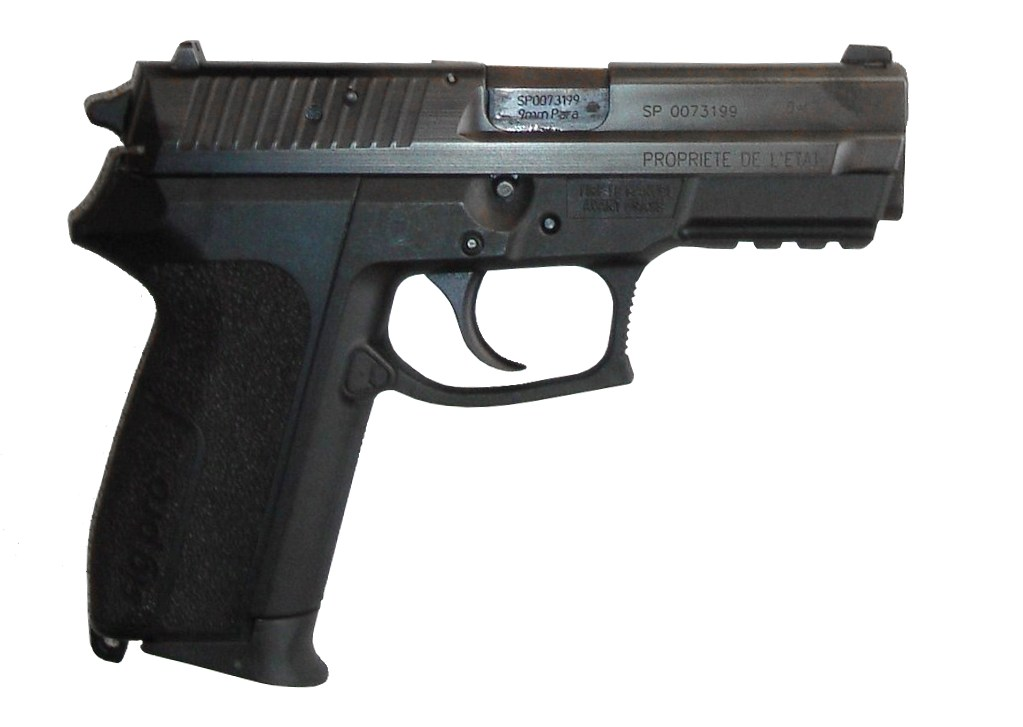
SIG Sauer SP 2022, Attuale arma da fianco standard degli ufficiali di polizia francese

Nel 1935, la polizia francese ha usato una varietà di armi corte, sia rivoltelle, sia pistole semi-automatiche, che comprendevano il MAS 1873, il Mas 1892, la FN M1900, Ruby pistols e una varietà di armi acquistate privatamente.
Con effetto immediato durante la seconda guerra mondiale, sono state utilizzate una varietà di armi corte militari, armi spesso catturate, fornite dall'esercito, di produzione francese o armi tedesche come la Mauser HSc o la Walther P38 per le armi corte e il Mauser Karabiner 98k per le armi lunghe.
Nel 1951, la standardizzazione è stata effettuata sulla pistola RR 51 a 7,65 millimetri, sul MAS-38 e sul MAT-49 per pistole mitragliatrici. Dal 1953, nel contesto di esaltare la violenza della guerra di Algeria, l'unità CRS ha usufruito di queste dotazioni MAC Mle 1950.
A partire dai primi anni sessanta, sono state introdotte rivoltelle di grosso calibro, arrivando all'introduzione del Manurhin MR 73 e il Ruger SP-101. Negli anni ottanta, è stato avviato un processo di standardizzazione per il revolver. Anche Il 1970 ha visto l'introduzione di fucili d'assalto SIG SG 543 per respingere la criminalità organizzata pesantemente armata e del terrorismo.
Nel 2000, la polizia ha iniziato il passaggio a pistole semi-automatiche e alla cartuccia 9mm Parabellum. Da alcuni anni, l'arma da fianco standard nella polizia nazionale francese e la Gendarmerie nationale è stata la FAMAS G1. Nel 2003 entrambe le agenzie hanno fatto il più grande contratto per piccole armi dopo la seconda guerra mondiale per circa 250.000 SIG Sauer SIG Pro SP 2022, una variante su misura del SIG Pro, la sostituzione del FAMAS-G1 e diverse altre pistole in servizio. Le armi rimarranno in servizio fino all'anno 2022, da cui prende il nome l'arma. I reparti CRS impiegano anche fucili Mousqueton A.M.D..

### Auto
Mentre la stragrande maggiorità di veicoli sono serigrafati con marchio francese (principalmente Renault, Citroën e Peugeot), alcuni veicoli sono forniti da Ford e Opel. Agenti in borghese o rami specializzati utilizzano veicoli da una varietà di costruttori.

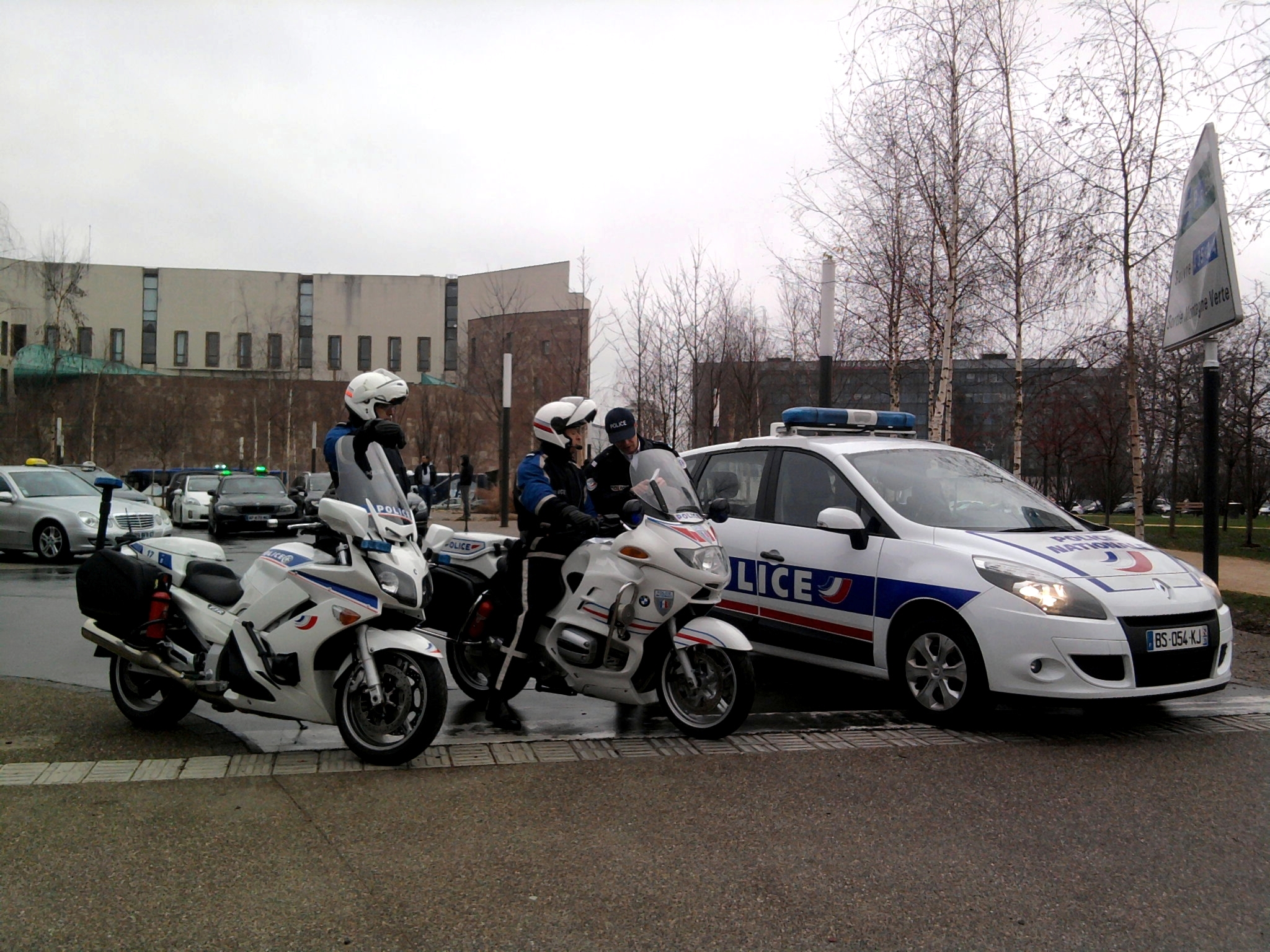
Yamaha FJR1300, BMW R1150RT e Renault Scenic III
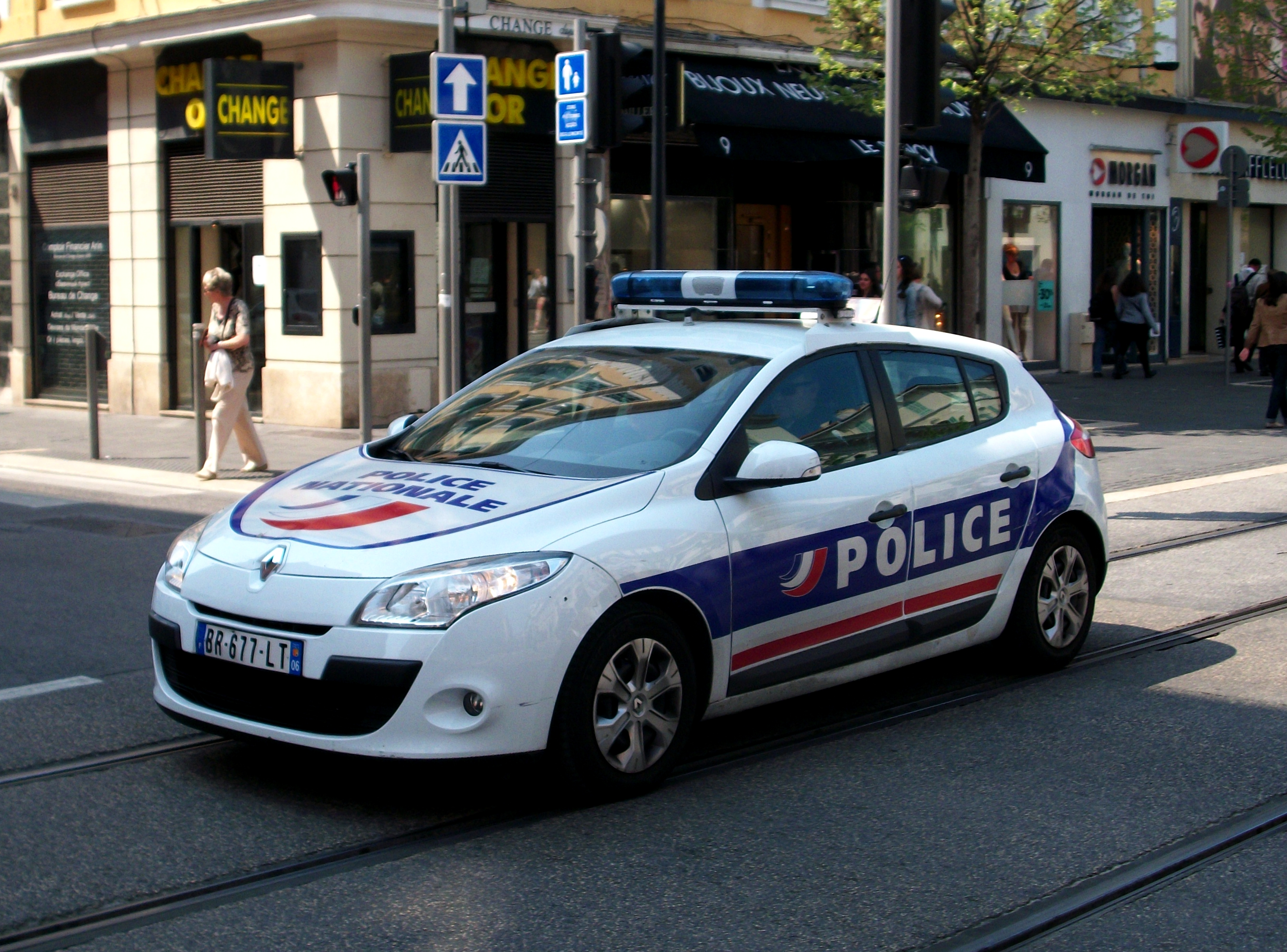
Renault Megane III
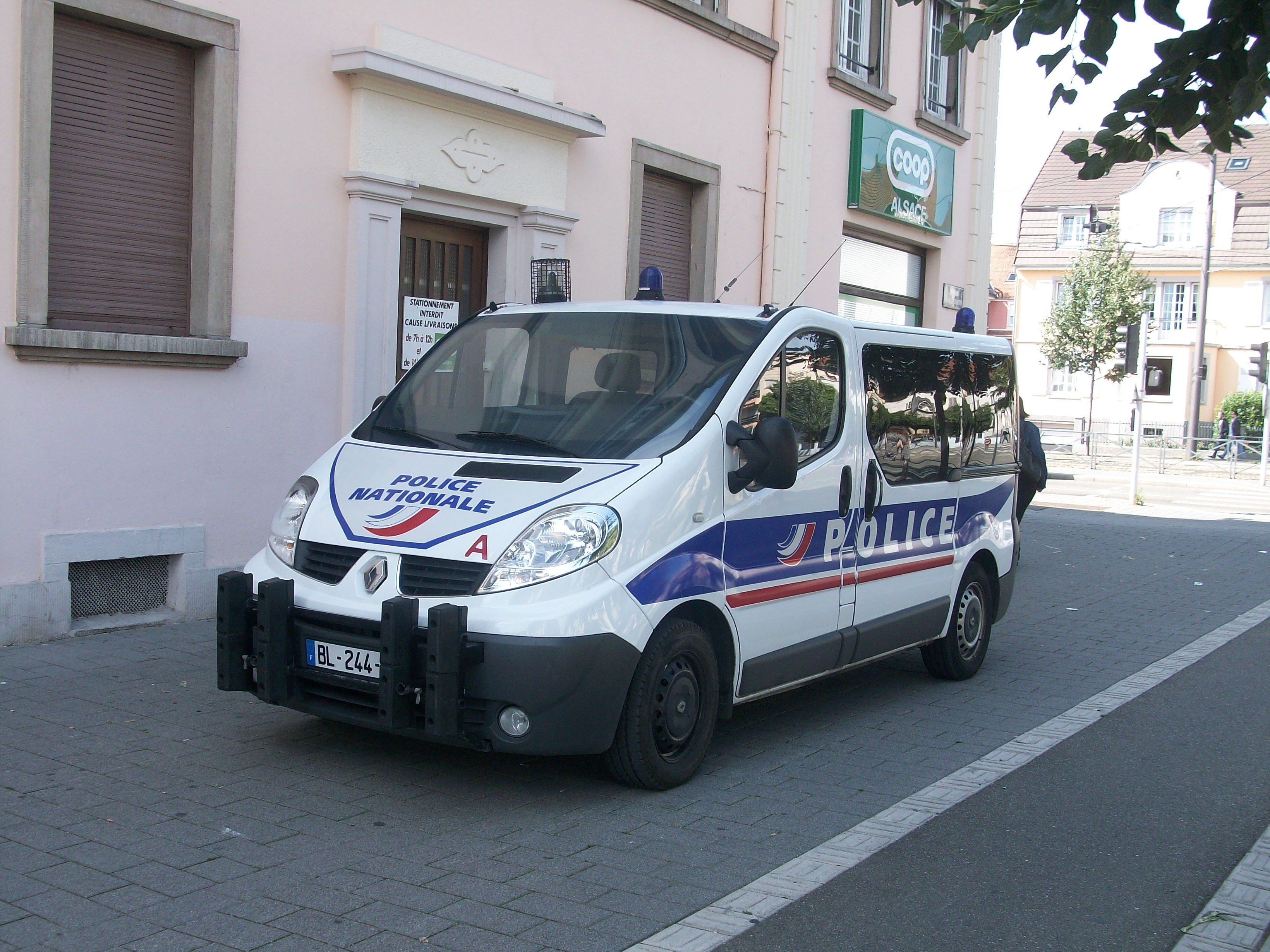
Renault Trafic II
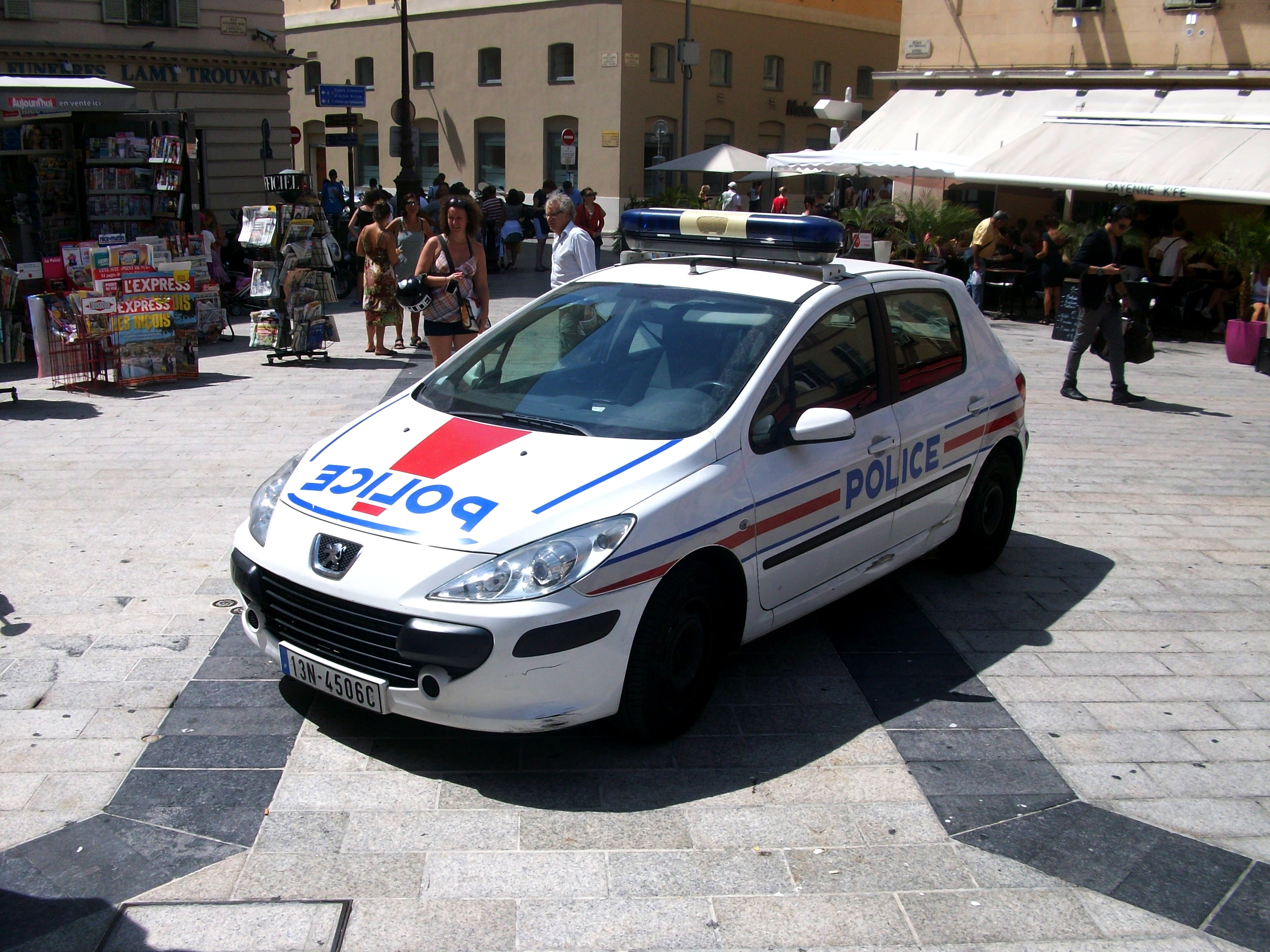
Peugeot 307 con i vecchi colori
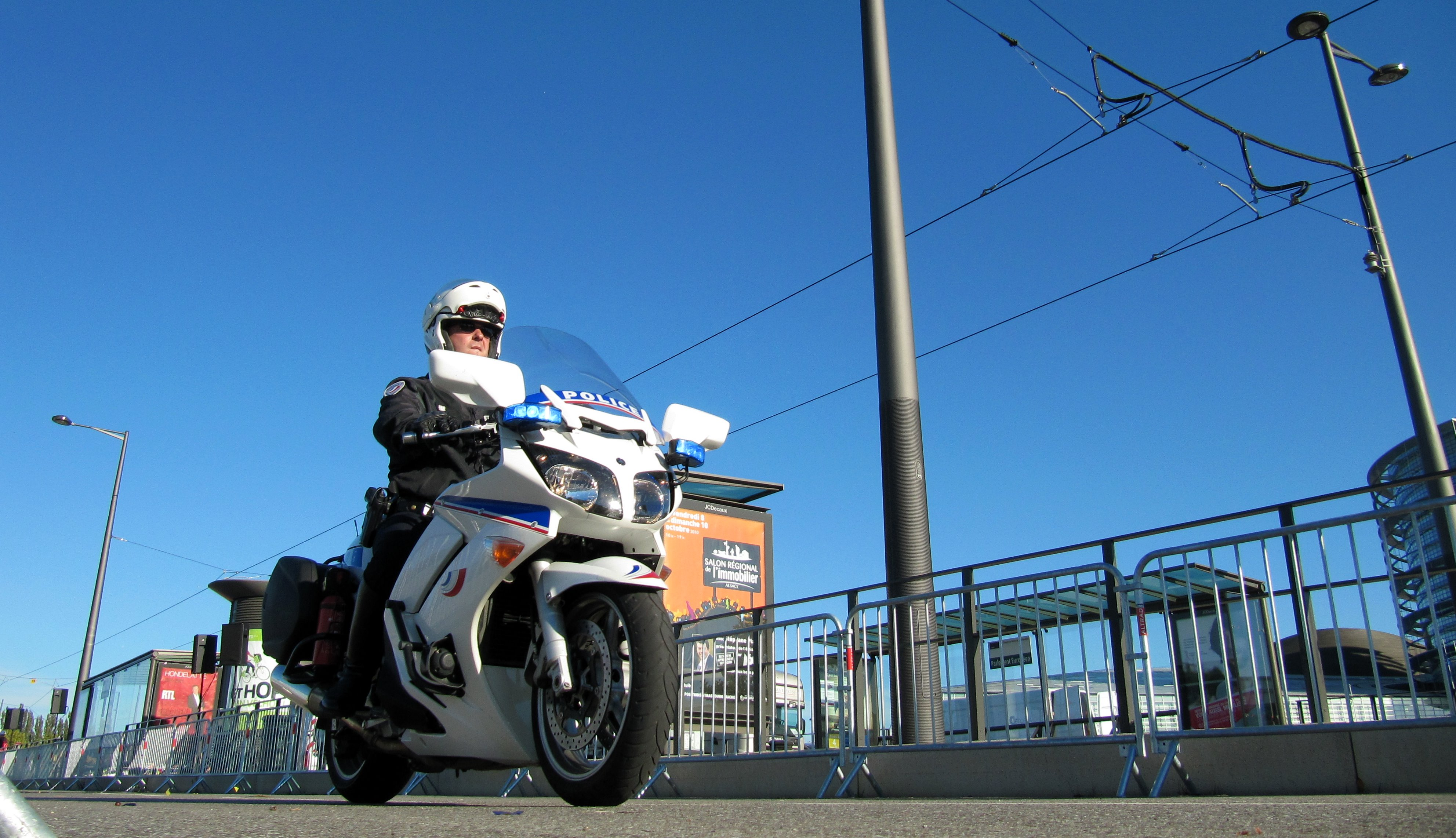
Moto della Polizia (Yamaha FJR 1300)
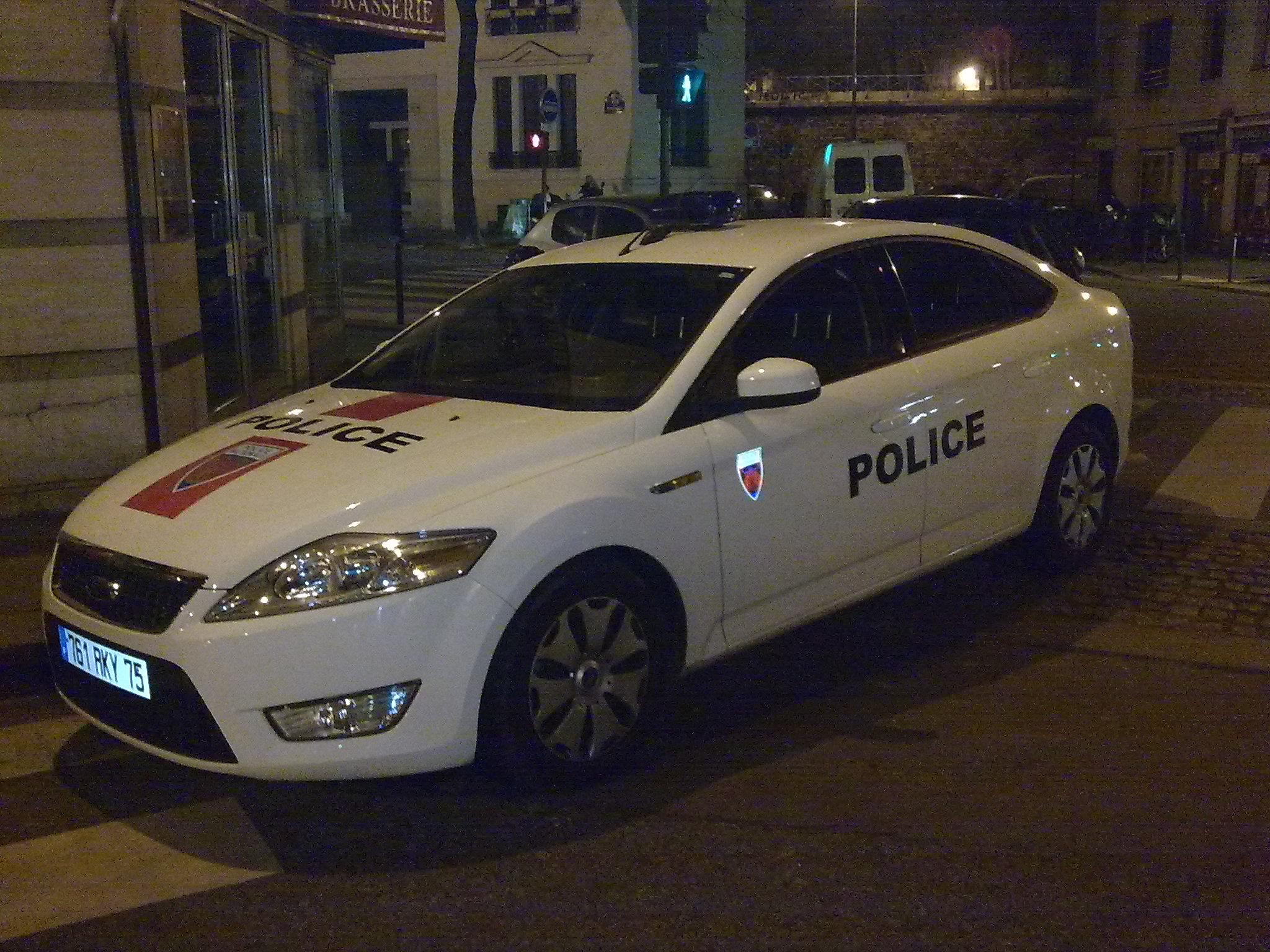
Unità Anti Crimine (Ford Mondeo Mk4)
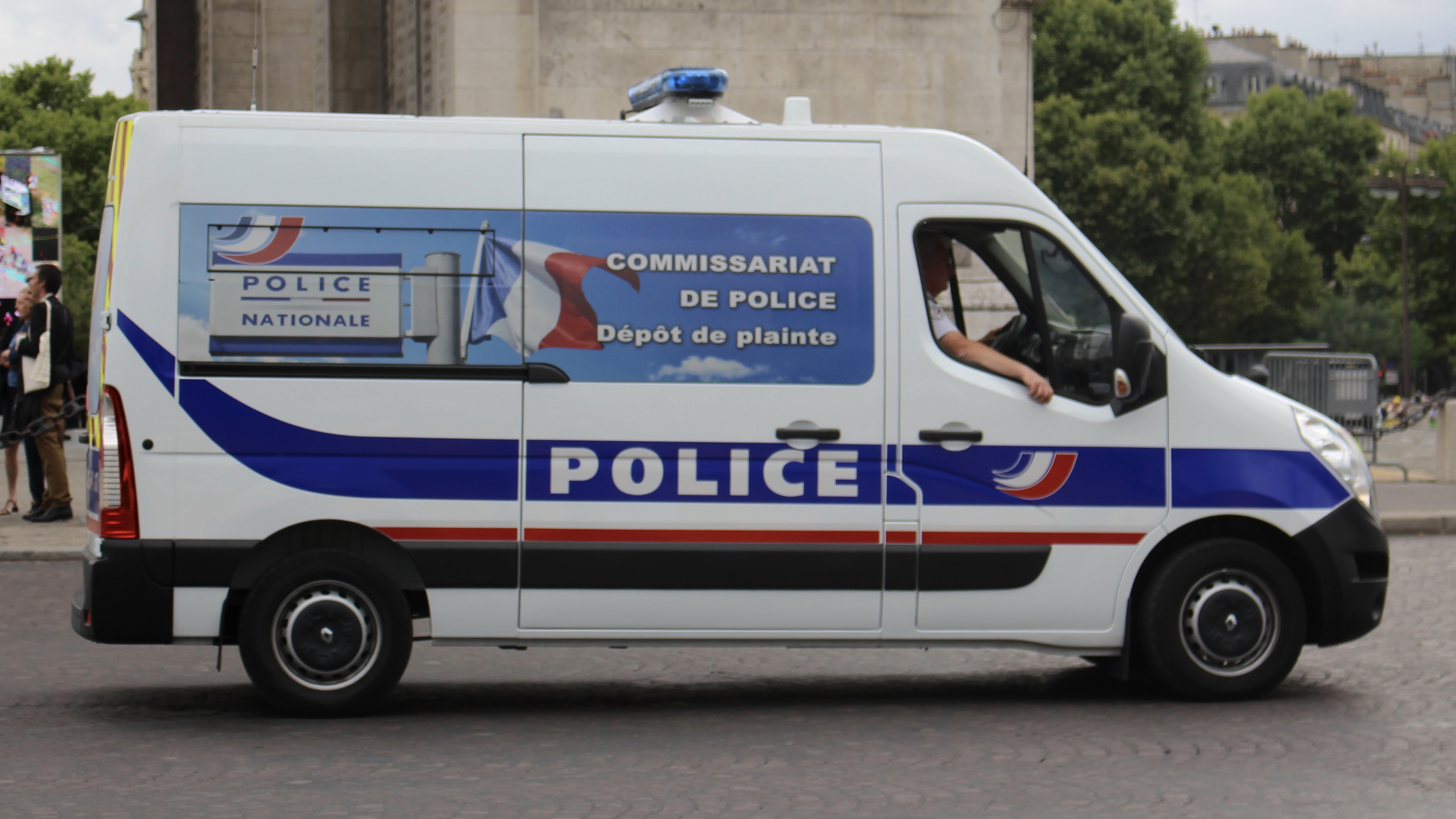
Furgone della Police Nationale

## Indagini
La legge francese dispone che le indagini attinenti le irregolarità commesse da un corpo di polizia debbano essere svolte da un corpo differente, a tutela dei cittadini e dell'imparzialità del procedimento.